# Iddin-Dagān
Iddin-Dagān war ein König der Isin-Larsa-Zeit aus der ersten Dynastie von Isin und Sohn von Šū-ilišu. Historische Auskünfte über ihn sind lediglich aus Jahresnamen zu entnehmen. Diese dokumentieren ausschließlich kultische Tätigkeiten. Daher scheint Iddin-Dagān in einer insgesamt friedlichen und stabilen Zeit gelebt zu haben.
Bekannt ist er zudem für literarische Werke, die in seiner Regierungszeit geschaffen wurden. Hierzu gehört insbesondere die Ninsun-Hymne, die das akitu-Fest ausführlich beschreibt.